# Palacio Módena (Herrengasse)

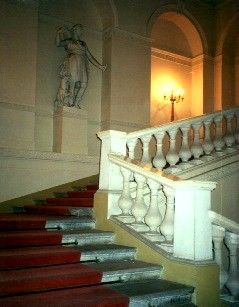
Vista de la escalera principal del palacio.

El palacio Módena (Palais Modena en alemán) es un palacio situado en la Herrengasse de Viena.

## Historia
En el siglo XVII, en el terreno ocupado por el palacio se levantaban distintas casas pertenecientes a la nobleza. En 1515, tras el matrimonio de Barbara von Rottal, hija ilegítima de Maximiliano I, con Sigfrido de Dietrichstein pasó a la familia Dietrichstein.
En 1811, el príncipe Francisco José de Dietrichstein lo vendió a la archiduquesa María Beatriz de Este, duquesa de Massa y Carrara, viuda del archiduque Fernando de Austria e hija de Hércules III de Este, duque de Módena. En 1814 María Beatriz encargó a Alois Pichl, su arquitecto de corte, la transformación del palacio en un palacio de estilo clasicista y capaz de representar el rango de sus nuevos propietarios. En 1819 María Beatriz cedió el palacio a su hijo Francisco IV, duque de Módena, pasando ella a vivir en el palacio de verano homónimo al de este artículo, situado fuera de las murallas de la ciudad, en la Beatrixgasse. Francisco IV alquiló gran parte del palacio, llegando a vivir en el mismo, el príncipe Gustavo Gustavsson de Vasa y su esposa Luisa de Baden. Francisco IV vende el palacio en 1842 al estado austríaco que instaló en el mismo la cancillería austríaca, llegando a vivir en el mismo 23 primeros ministros de Austria. En 1923   el canciller Seipel decidió el cambio de la cancillería a la Ballhausplatz. Desde entonces es la sede del ministerio del Interior de la república federal de Austria.

## Descripción

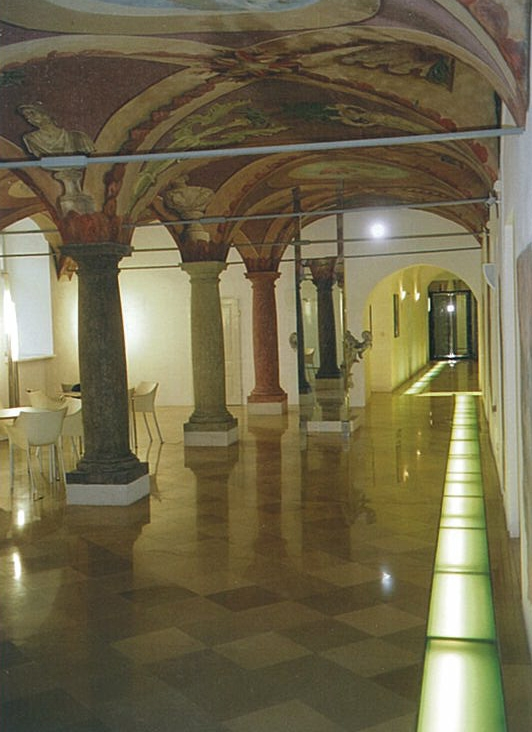
Sala terreno del palacio

El palacio cuenta con tres pisos. La fachada principal tiene 18 ventanas a la Herrengasse y dos entradas de carruajes. En el palacio se encuentra una majestuosa escalera, un vestíbulo octogonal que da paso a las distintas habitaciones de representación. Resulta de especial interés la sala terrena. La capilla del palacio está dedicada a la Santa Cruz y al beato Jakob Kern.